# 滇南羊耳菊
滇南羊耳菊（学名：Inula wissmanniana）是菊科旋覆花属的植物，为中国的特有植物。分布于中国大陆的云南等地，生长于海拔1,200米至1,650米的地区，常生于低山开旷坡地，目前已由人工引种栽培。

## 别名
火把梗（云南）